# گیلمان مارستون
گیلمان مارستون (به انگلیسی: Gilman Marston) سناتور سابق عضو حزب جمهوری‌خواه ایالات متحده آمریکا بود. وی در سال 1889 میلادی سناتور ایالت نیوهمپشایر در سنای ایالات متحده آمریکا بود.